# Fiat Ferroviaria
Alstom Ferroviaria S.p.A., prej znan kot Fiat Ferroviaria S.p.A., je italijanski oddelek Alstoma. Fiat Ferroviaria S.p.A. je bil železniški oddelek proizvajalca avtomobilov Fiat. Ustanovljeno je bilo leta 1880 kot Società Nazionale Officine di Savigliano. Fiat Ferroviaria je začela izdelovati lokomotive v tridesetih letih prejšnjega stoletja. Del Fiata je postal leta 1970. Fiat Ferroviaria je leta 1995 prevzela železniški posel SIG iz Švice in ustanovil hčerinsko družbo Fiat-Sig.
Podjetje je bilo do leta 1998 v lasti argentinskega podjetja Materfer, ki zdaj deluje kot neodvisno podjetje. Junija 2000 je Alstom kupil 51-odstotni delež.